# Boehmeria rugosissima
Boehmeria rugosissima är en nässelväxtart som först beskrevs av Carl Ludwig von Blume, och fick sitt nu gällande namn av Friedrich Anton Wilhelm Miquel. Boehmeria rugosissima ingår i släktet Boehmeria och familjen nässelväxter. Inga underarter finns listade i Catalogue of Life.